# Satu Mare
Satu Mare (phát âm tiếng Romania: [ˈsatu ˈmare]; tiếng Hungary: Szatmárnémeti Bản mẫu:ConvertIPA-hu; tiếng Đức: Sathmar; tiếng Yid: סאטמאר (Satmar)) là một thành phố România. Thành phố là thủ phủ của hạt Satu Mare. Đây là thành phố lớn thứ 20 quốc gia này. Thành phố Satu Mare có dân số 115.630 người (theo điều tra dân số năm 2002), diện tích km2. Thành phố có độ cao 123 mét trên mực nước biển.
Thành phố là một trung tâm kinh tế, văn hóa, học thuật quan trọng ở Tây Bắc Rumani.
Satu Mare nằm bên sông Someş, 13 kilômét (8,1 mi) so với biên giới với Hungary và 27 kilômét (17 mi) so với biên giới với Ukraina. Thành phố nằm ở độ cao 126 mét (413 ft) trên đồng bằng phù sa sông Someş..